# بيترو بافل آرون
بيترو بافل آرون (بالمجرية: Petru Pavel Aron) هو مترجم مجري، ولد في 1709 في بيسترا ‏ في رومانيا، وتوفي في 9 مارس 1764 في Blaj ‏ في رومانيا.